# Pamięć tunelowa
Pamięć tunelowa (ang. tunnel memory) - zjawisko powstające w momencie przeżywania silnych emocji (np. bycie świadkiem morderstwa), przejawiające się zapamiętaniem jedynie określonego warunku danego zdarzenia przy całkowitym pominięciu pozostałych jego aspektów. Z upływem czasu efekt może ulec zanikowi – ludzie uzyskują dostęp do pozostałych elementów przeżytej sytuacji. 
Zjawisko to można tłumaczyć powstawaniem pobudzenia fizjologicznego, powodującego zwężenie pola uwagi, które wiąże się z lepszym przetwarzaniem informacji znajdujących się w centrum pola widzenia, kosztem informacji umiejscowionych na jego peryferiach (Easterbrook, 1959). Takie same rezultaty wywołuje emocja strachu (Newman i in., 1993).

## Badania nad pamięcią tunelową
W badaniu Safera, Christiansona, Autry'ego i Osterlunda (1998) wskazano na związek między traumatycznymi zdarzeniami a zjawiskiem pamięci tunelowej. Założono, że osoba badana będzie nieświadomie kierować swoją uwagę na informacje krytyczne (np. wygląd pistoletu czy grymas cierpiącej ofiary).
Podczas eksperymentu pokazywano badanym 11 kolorowych, neutralnych slajdów (każdy przez 5 sekund), przedstawiających spacerującą po parku kobietę z psem, która napotyka mężczyznę. Osoby badane podzielono na dwie grupy. Jednej z nich pokazano kolejne dwa neutralne obrazy (mężczyzna wręczający kobiecie pęk kluczy i kobieta przyklękająca i zbierająca kwiatki). Druga grupa zobaczyła dwa slajdy obrazujące przemoc (mężczyzna raniący kobietę nożem w szyję i wykrwawiająca się kobieta), po czym w obu grupach przedstawiono 5 obrazów ukazujących w różnych odległościach mężczyznę wsiadającego do samochodu i odjeżdżającego. Następnie, w celu odwrócenia uwagi od wcześniej widzianych zdjęć, badani zostali poproszeni o rysowanie różnych kształtów, a po skończeniu nagle pokazywano im dwa zestawy zdjęć złożone z czterech slajdów - każdy z nich przedstawiał tę samą sytuację z różnej perspektywy. Zadaniem osób badanych było zadecydowanie, którą fotografię widzieli już wcześniej. Wszystkie zestawy zawierały zdjęcie, które faktycznie pojawiło się już w eksperymencie oraz pozostałe trzy, obrazujące tę samą scenę, ale z innej odległości. Każdej z grup prezentowany był slajd dotyczący tego samego zdarzenia, które badani widzieli w poprzedniej fazie eksperymentu (neutralne bądź traumatyczne). Pierwszy zestaw zawierał, oprócz użytego już wcześniej zdjęcia, trzy skupiające się na twarzy kobiety, zaś drugi - dwa zdjęcia z większym zbliżeniem i jedno zrobione z odległości.
Wyniki pokazały, że badani, bez względu na grupę, trafnie wskazywali slajd z pierwszego zestawu, jednak inaczej było w przypadku slajdu drugiego. Osoby z grupy oglądającej scenę traumatyczną postrzegały ją jako widzianą z bliższej perspektywy niż w rzeczywistości, za to odwrotne efekty można było zaobserwować w grupie oglądającej scenę neutralną. Hipoteza badaczy o związku pamięci tunelowej ze zwężeniem pola percepcyjnego została potwierdzona.